# Remington Model 870
Remington Model 870 — помпова рушниця виробництва Remington Arms Company, LLC. Одна з найпоширеніших моделей рушниць в Сполучених Штатах для спортивної стрільби, полювання і самозахисту. Також широко використовується правоохоронними та військовими організаціями по всьому світу.

## Історія
Remington 870 — четверта популярна модель помпових рушниць розробки Ремінгтон. Джон Педерсен розробив тендітну Remington Модель 10 (згодом вдосконалену Remington Модель 29). Джон Браунінг розробив Remington Модель 17 (яка була запозичена Ітака в Ithaca 37), яка стала основою для Remington Модель 31. Модель 31 здобула поширення, але в змаганні на ринку поступалась Winchester Model 12. Ремінгтон прагнула виправити ситуацію і в 1949 році представила сучасну, вдосконалену, міцну, надійну і відносно доступну рушницю — модель 870.
Модель 870 мала стабільні продажі. Вони досягли 2 млн одиниць в 1973 році (вдесятеро більше за Модель 31). Завдяки появі на ринку моделі «Експрес» — дешевшого аналога оригінального Wingmaster, продажі сягнули 7 мільйонів одиниць. 13 квітня 2009 року була продана 10-мільйонна рушниця Моделі 870, завдяки чому було встановлено новий рекорд за кількістю продаж.

## Модифікації
Існує багато варіантів Ремінгтон 870 під набої різних калібрів: 12, 16, 20, 28, та .410. В 1969 році Ремінгтон представила рушницю під набої 28 та .410 калібрів, в яких була зменшена ствольна коробка. В 1972 році була представлена модель під 20 калібр з тією ж ствольною коробкою. Відтоді всі рушниці малого калібру мають ту саму ствольну коробку. З початку Ремінгтон пропонував п'ятнадцять моделей. Нині фірма пропонує десятки різних моделей, які можна розділити на такі серії:
- Express — матові абразивно оброблені металеві частини пофарбовані у синій або чорний колір та мають приклад з ламінованої деревини або синтетичних матеріалів. Всі рушниці серії Express були розраховані на набої 3 дюйма завдовжки, 12 або 20 калібрів, однак маркування було різні.
- Marine — нікельовані металеві частини та синтетичним приклад.
- Mark 1 — взята на озброєння Корпусом морської піхоти США в кінці 1960-х та досі залишається на службі. Модель 870 Mark 1 має ствол 53 см (21 дюйм) завдовжки з подовженим магазином, завдяки чому його ємність збільшена до 8 набоїв. Також було встановлене кріплення для стандартного багнета М7 від гвинтівки M16.[6]
- MCS (англ. Мodular Combat Shotgun; модульна бойова рушниця) — нова модульна версія M870, в якій можливо швидко міняти ствол, магазин та приклад в залежності від поставленої задачі, наприклад, бойові дії в місті або вибиття дверей.
- Police — сталеві частини воронені або фосфовані, приклад з деревини або синтетичних матеріалів. Ці моделі мають міцнішу пружину шептала і магазина, їх збирають дбайливіше та з уважнішим контролем за якістю. Поліцейські моделі часто мають подовжений магазин збільшеної ємності.
- Super Mag — під набій 89 мм 12-го калібру.
- Wingmaster — металеві частини виготовлені з вороненої сталі а приклади з покритої лаком деревини. Пропонувались конфігурації для стендової стрільби та полювання. Спочатку базові Wingmaster були розраховані на набої 70 мм та мали незмінний чок, варіанти під набої 76 мм мали позначку Magnum. Моделі, побудовані після 1986 пропонують систему змінних чоків RemChoke та рушниці під 12 та 20 калібр мають приймач під набої 76 мм завдовжки, який також може приймати й набої 70 мм. До появи «поліцейської» серії рушниць 870 моделі, модифіковані Wingmaster були поширені серед співробітників правоохоронних органів.

### Китайські версії
Китайський виробник зброї Norinco виготовляє неліцензійні копії Remington 870, оскільки вже збіг термін дії патентів на конструкцію рушниці. Найпоширенішими з них є Норінко HP9-1 і М-98, які відрізняються тим, що перша має ствол довжиною 12.5 або 14 дюймів, а друга — 18.5 дюймів. У Сполучених Штатах, де на більшість виробів Норінко накладено заборону на ввезення, ці рушниці імпортують та продають під назвами Норінко Hawk 982 і Interstate Hawk 982.